# Il ragazzo che sorride
Il ragazzo che sorride este al 2-lea album al lui Al Bano publicat în anul 1968.
Melodia a fost compusă de compozitorul grec Mikis Teodorakis și prezentată de Al Bano la emisiunea "Europa Giovani". După puțin timp este lansat și filmul cu același titlu. Cu piesa Mattino (o adaptare modernă a romanței "Mattinata" compusă de Ruggiero Leoncavallo pentru tenorul Enrico Caruso), Al Bano se clasifica pe locul 3 la festivalul Canzonissima.
Albumul conține și La siepe cu care Al Bano participa pentru prima daăa la Festivalul Sanremo în 1968, obținând locul 9.

## Track list
1. Mattino  (Vito Pallavicini, Ruggiero Leoncavallo)
2. Sensazione  (Vito Pallavicini, Albano Carrisi)
3. Bianco e nero  (Alessandro Colombini, Angelo Camis, Albano Carrisi)
4. Mirella  (Gianni Minà, Albano Carrisi)
5. Caro caro amore  (Conz, Vito Pallavicini, Pino Massara)
6. Il ragazzo che sorride  (Vito Pallavicini, Mikis Theodorakis)
7. Core`ngrato  (Salvatore Cardillo, Riccardo Cordiferro)
8. Vecchio Sam  (Vito Pallavicini, Albano Carrisi)
9. Quel poco che ho  (Luciano Beretta, Albano Carrisi, Detto Mariano)
10. Tu che m`hai preso il cuor  (Franz Lehar, Ludwig Herzer, Fritz Löhner-Beda, Leon)
11. Musica  (Vito Pallavicini, Albano Carrisi)
12. La siepe  (Vito Pallavicini, Pino Massara)